# Pianura di Kantō

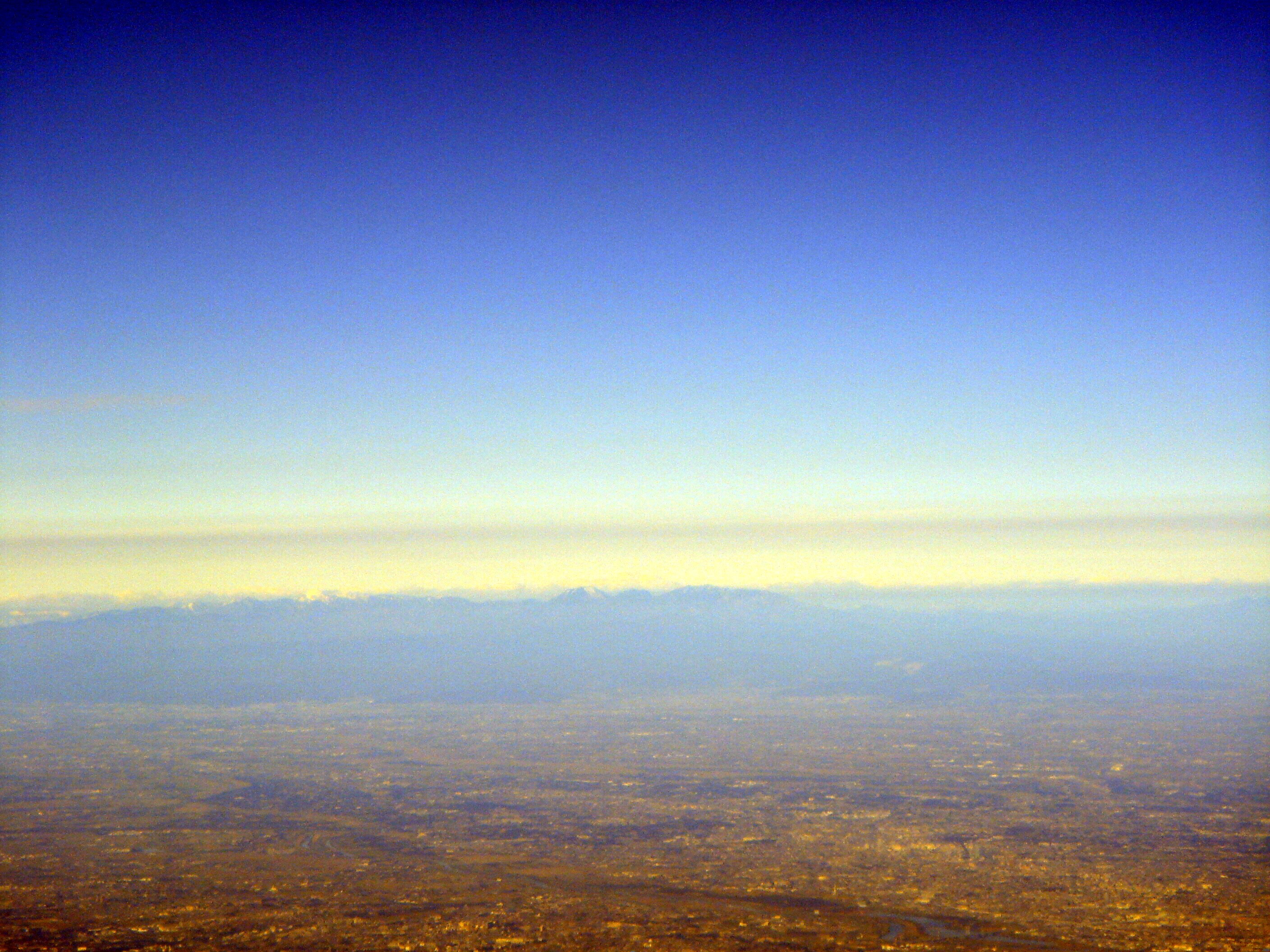
La pianura di Kantō

La pianura di Kantō (関東平野?, Kantō-heiya) è la pianura più grande del Giappone, situata nella regione di Kantō. La superficie totale è di 15.000 km² e copre più della metà della regione e si estende attraverso Tokyo, prefettura di Saitama, prefettura di Kanagawa, prefettura di Chiba, prefettura di Gunma e prefettura di Tochigi.
Nella parte centrale della pianura c'è il fiume Tone, nella parte settentrionale il Watarase, il Kinugawa, il Kokai, Naka e il Kuji, e nella parte meridionale l'Arakawa, Tama, Sagami, e Sakawa. Di questi fiumi, il fiume Tone abbraccia una vasta area della pianura alluvionale, perché è la più grande area di drenaggio in Giappone.
Un gruppo di altipiani costituiscono gran parte della pianura. Questi grandi altipiani sono divisi in alcuni più piccoli che, a loro volta, danno vita a valli fluviali. Una delle caratteristiche che si incontrano spesso sugli altipiani è che le loro superfici sono ricoperte da uno spesso strato di argilla di origine vulcanica. 
Tra gli altopiani, il Musashino è il più grande. Infatti, si estende dal margine occidentale dell'Ōme al margine orientale di Yamanote. La sua altezza sul livello del mare diminuisce gradualmente da ovest a est, misura 190 metri nell'Oume e 20 nello Yamanote.
Una cosa che è degna di nota è l'inclinazione degli altipiani e delle colline. In generale, l'intera area è leggermente piegata e forma un bacino centrato nel fiume Tone.